# Грозница суботње вечери (филм)
Грозница суботње вечери (енгл. Saturday Night Fever), америчка је музичка филмска драма из 1977. издата од стране Парамаунт пикчерса. Филм, који оличава дух диско ере, постигао је велики успех и одиграо је значајну улогу у популаризацији диско музике. Главна улога у филму донела је светску славу Џону Траволти.
Прича је заснована на „Племенски обреди нове суботе увече” (Tribal Rites of the New Saturday Night), углавном измишљеном новинском чланку музичког писца Ника Кона из 1976. године.
Филм је био номинован за пет награда Златни глобус, две БАФТА награде и једног Оскара. 2010. године Конгресна библиотека САД одабрала је овај филм за чување у Националном филмском регистру.

## Радња
Филм говори о Тонију Манеру, деветнаестогодишњем италијанском Американцу који живи у Бруклину. Дању је радник у малој радњи, а увече је звезда плесног подија, редован у клубу „Одисеј 2001”.
Тони има блиске пријатеље, Џоија и Дабл Џеја. У друштву је и Боби Си, који, иако млађи од осталих, има аутомобил (шевролет импала из 1964). Боби Си је депресиван и свима говори да ће се оженити девојком Полином, јер је из немара затруднела са њим.
Такође, неформални члан компаније је Анет, која је заљубљена у Тонија.
Тони Манеро има млађу сестру и старијег брата Френка, који је постао понос породице од када је примио свештенство. Међутим, изненада се одриче свештенства, јер је, како признаје брату, једном је схватио да је на распећу видео човека на крсту – и ништа више. На очај својих родитеља, Френк почиње живот обичне особе, а затим одлази од куће. Пре одласка долази у клуб „Одисеј 2001”, види Тонија како плеше и искрено му признаје да му се диви. Боби Си каже Френку да га околности приморавају да ожени Полину. Пита њега за савет: да ли је могуће да би им папа дозволио абортус? Френк то сматра мало вероватним, што Бобија оставља веома обесхрабреним.
Анет позива Тонија да заједно наступају на плесном такмичењу. Тони се слаже, али након неког времена одбија да разговара са њом: упознао је Стефани Мангано, мало старију од себе, самоуверену и подругљиву. Веома је атрактивна и такође сјајна плесачица. Упркос почетној хладноћи и презирном односу према Тонију, Стефани на крају пристаје да наступи са њим, постављајући један услов: повезује их учешће на такмичењу и ништа више од плеса.
Анет инсистира на састанку са њим, али се испоставило да је то био неуспех. Док се вози преко моста Верацано (који се стално појављује у филму), дружина одлучује да уплаши Анет. Тони и његов пријатељ се шале са њом: наводно падају са моста, у ствари, само скоче метар испод ограде и нестају јој из вида.
После неколико састанака у клубу, Стефани тражи од Тонија да јој помогне да премести ствари у други део града (Боби Си позајмљује Тонију ауто и користи прилику да га замоли да га позове увече, али Тони заборавља на обећање). У кући до које се она и Стефани довезу, испоставља се да је њен пријатељ, очигледно стари и добар познаник: током разговора он је лежерно љуби. Касније у колима, Тони је узнемирен и захтева да му каже за човека, Стефани тврди да је то само њен стари пријатељ, али изненада се сломи и плаче. Тони је одводи, зауставља ауто код моста Верацано и прича о томе.
Вече је такмичења. Претпоследњи извођачи, Тони и Стефани, добијају буран аплауз и на крају добијају прву награду, али последњи пар који је наступио, дует из Порторика, плесао је тако добро да Тони схвата да нису заслужили победу. На запрепашћење девојке, Тони додељује Прву награду порториканском пару, сматрајући их више заслужним за ову награду.
Тони изводи Стефани из клуба, огорчен судијском неправдом: њихово прво место објашњава својом славом у клубу.
У колима, Тони покушава да силује Стефани, која покушава да га убеди да се само претварала да је заљубљена да би победила на такмичењу. Она успева да се ослободи и бежи.
Са пријатељима, Тони се враћа са такмичења и зауставља се на мосту Верацано. Боби Си, обично плашљив и тих, изненада одлучује да прошета уз саму ивицу ограде. Смеје се страху својих пријатеља, овог пута стварно. На Тонијеву молбу да се врати у ауто и разговара, он замера свом пријатељу што му раније није посветио време и пажњу. Тони скоро стиже до Бобија, али он измиче и пада са моста.
Шокиран оним што се догодило, Тони целу ноћ лута градом, а ујутру долази код Стефани. Тражи опроштај, тражи њену подршку и савет, обећава да ће јој бити само пријатељ. Опроштај је примљен, завршни кредити се котрљају, а гледалац схвата да све тек почиње...